# Mucrella acuminata
Mucrella acuminata is een springstaartensoort uit de familie van de Hypogastruridae. De wetenschappelijke naam van de soort is voor het eerst geldig gepubliceerd in 1952 door Cassagnau.